# Maria Koszutska

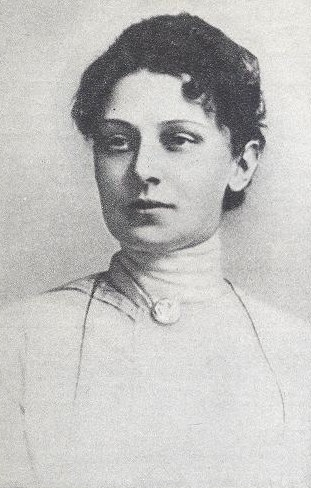
Maria Koszutska

Maria Koszutska (Pseudonym: Wera Kostrzewa; * 1876 in Główczyn; † 9. Juli 1939 in Moskau) war eine polnische Lehrerin und Funktionärin der Kommunistischen Partei Polens (KPP).

## Leben
Koszutska trat 1902 der Polnischen Sozialistischen Partei bei und  wurde ab 1906 eine führende Theoretikerin ihres linken Flügels (PPS–L). 1918 wurde sie in das Zentralkomitee der neu gegründeten KPP gewählt, dem sie bis 1929 angehörte. Nach 1929 lebte sie in der UdSSR, wo sie der Polnischen Operation des NKWD zum Opfer fiel.